# 联邦 (南北战争)
联邦（英語：Union），又称北方（the North），是美国南北战争（1861年—1865年）期间，常用于称呼北方美利坚合众国政府及其统治下各自由州、边境州和领地的一个政治术语。“联邦”这一称呼主要作为在历史研究和战争期间，相对于南方的美利坚联盟国（邦联）以示区别的一个常用称谓。
联邦的主要宗旨是击败和镇压南方各叛乱州，以及内战后期提出的要求解放南方全部奴隶。

自1861年至1863年使用的美国国旗（联邦国旗），左上绣有代表所有34州（包括联邦州和邦联州）的白色五星。1863年联邦占领下的西弗吉尼亚州从原弗吉尼亚州中独立出来，因此国旗星数增为35颗；1864年增加第36颗星，代表新加入联邦的内华达州（原内华达领地）

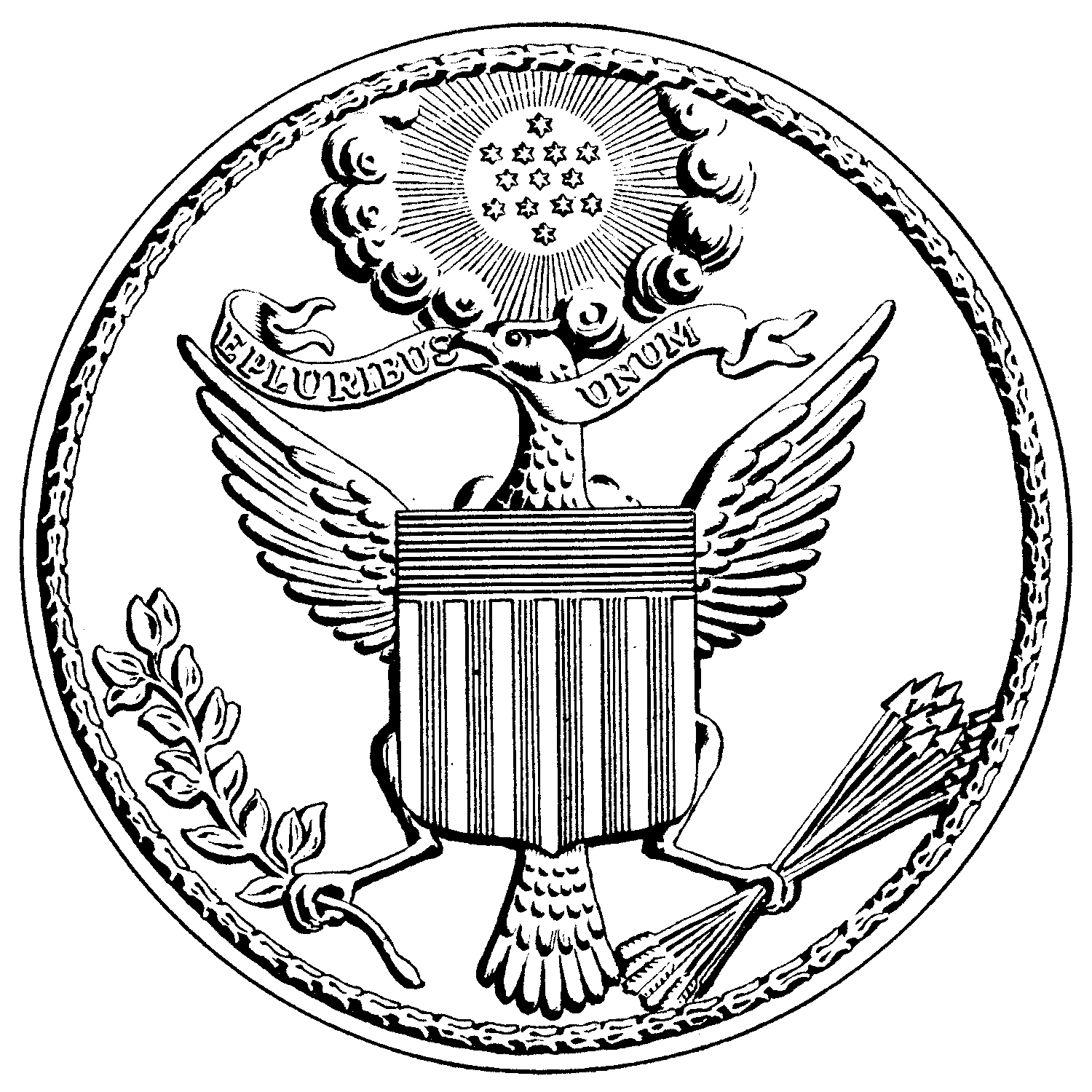
南北战争期间美国官方大纹章